# 345
| [ Edytuj tabelę ] |                                              |
| Król Aksum        | - 320 Ezana 360                              |
| Władca Guptów     | - 330 Samudragupta 375                       |
| Władca Korei      | - 331 Kogugwŏn 371                           |
| Papież            | - 337 Juliusz I 352                          |
| Król Persji       | - 309 Szapur II 379                          |
| Cesarz Rzymu      | - 337 Konstancjusz II 361 - 337 Konstans 350 |

Rok 345 / CCCXLV
stulecia: III wiek ~
IV wiek ~
V wiek

lata: 335 «
340 «
341 «
342 «
343 «
344 «
345
» 346
» 347
» 348
» 349
» 350
» 355

## Urodzili się
- Chromacjusz z Akwilei, biskup (zm. 407).
- Ewagriusz z Pontu, mnich (zm. 399).
- Pryscylian, biskup Ávili (zm. 385).
- Rufin z Akwilei, teolog i tłumacz (zm. 411).
  - data przypuszczalna:
- Flavius Afranius Syagrius, rzymski polityk i administrator (zm. 382)
- Kwintus Aureliusz Symmachus, Konsul rzymski i intelektualista (zm. 402)

## Zmarli

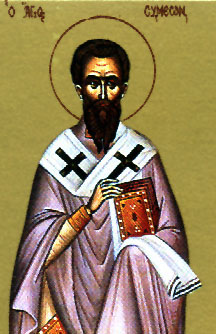
Święty Symeon bar Sabba

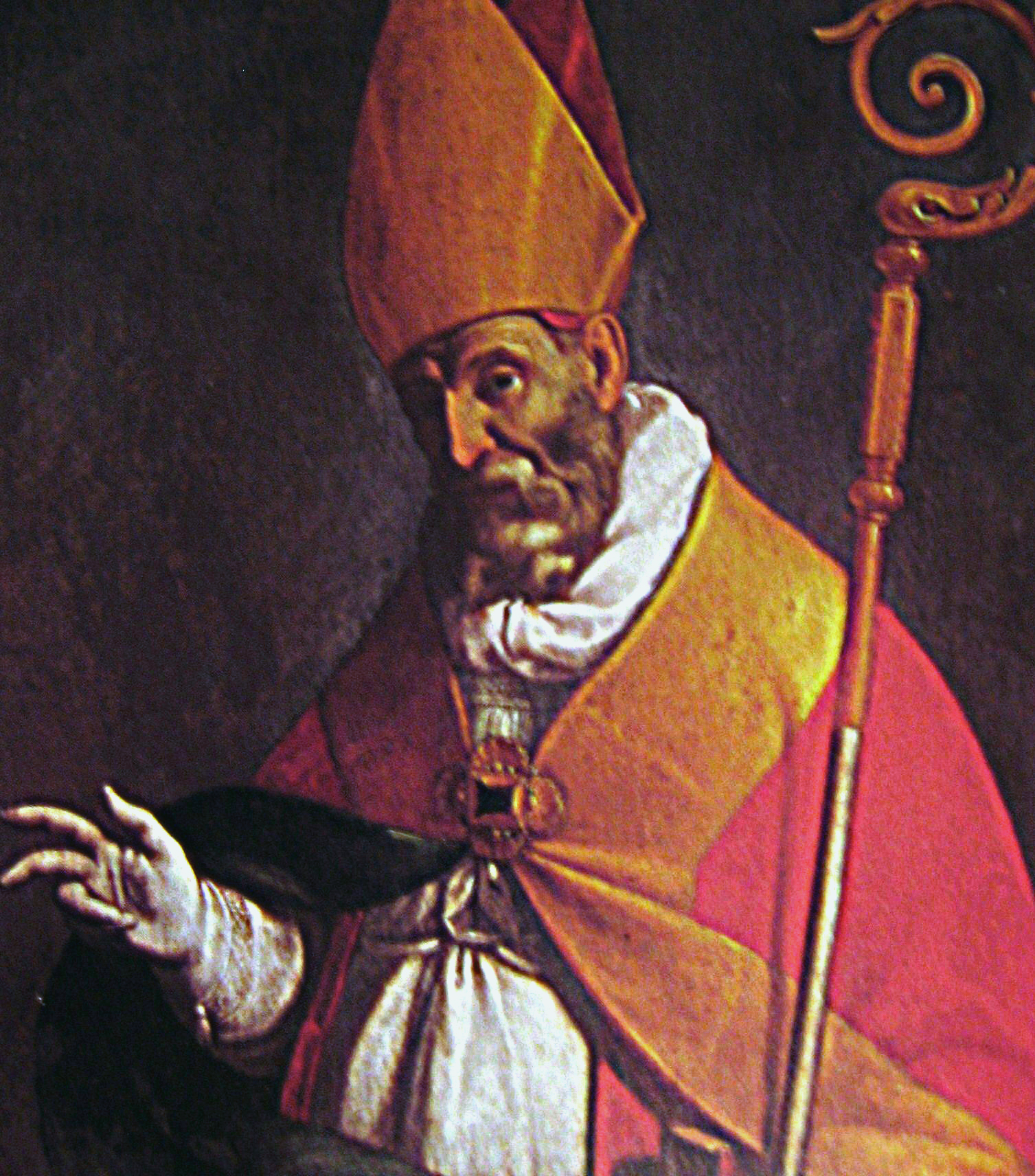
Święty Narnus

- 4 lutego – Abraham z Arbelii, perski biskup i męczennik (przybliżona data)
- 6 kwietnia
  - Abdecalas – perski ksiądz prawosławny i święty
  - Symeon bar Sabba – perski ksiądz prawosławny i święty
- 16 czerwca – Patriarcha Grzegorz z Kapadocji
- 27 sierpnia – Narnus, rzymskokatolicki biskup i święty
- 20 listopada – Abiatha, Hathes i Mamlacha, syryjskie dziewice, męczennice i święte[1][2]

### Data dzienna nieznana
- Abdisho, członek Kościoła Wschodu
- Afrahat, syryjski pisarz chrześcijański (ur. ≈260).
- Stefan I, mianowany przez arian patriarcha Antiochii